# Веприк (река)
Веприк (укр. Веприк) — река, протекающая в пределах Зеньковского и Гадячского районов Полтавской области Украины. Является левым притоком реки Псёл (бассейн Днепра).
Долина реки преимущественно глубокая, узкая и разветвленная. Русло слабоизвилистое, река часто пересыхает. На протяжении реки сооружено несколько прудов.
Веприк берёт своё начало недалеко от села Удовиченки. Течёт сначала на юго-запад, в среднем течении — на запад, от села Тёплое до села Веприк — на север, в приустьевой части — на северо-запад. Впадает в Псёл у северо-западной окраины села Веприк.